# Las Praderas (Nava)
Las Praderas (oficialmente en asturiano Les Praeres) es una zona de praderías de montaña que alcanza los 892 m s. n. m., localizada en el concejo asturiano de Nava, en el norte de España. Se encuentra enclavada en plena sierra de Peñamayor, en un área de gran valor medioambiental. Esta majada cobró especial repercusión cuando en 2017 fue anunciada como final de etapa de la Vuelta a España 2018. Se asciende a través de una estrecha carretera de 5 km con una pendiente media del 13,5% de inclinación.

## Geografía
La sierra de Peñamayor se encuentra en la comarca de la sidra y es una zona de media montaña que tiene el pico Trigueiro (1293 m s. n. m.) y el pico Peñamayor (1149 m s. n. m.) como sus cimas más características. Se extiende por los concejos de Nava, Bimenes y Laviana, y es muy frecuentado por senderistas, excursionistas y aficionados a la naturaleza en general.

## Puerto de montaña

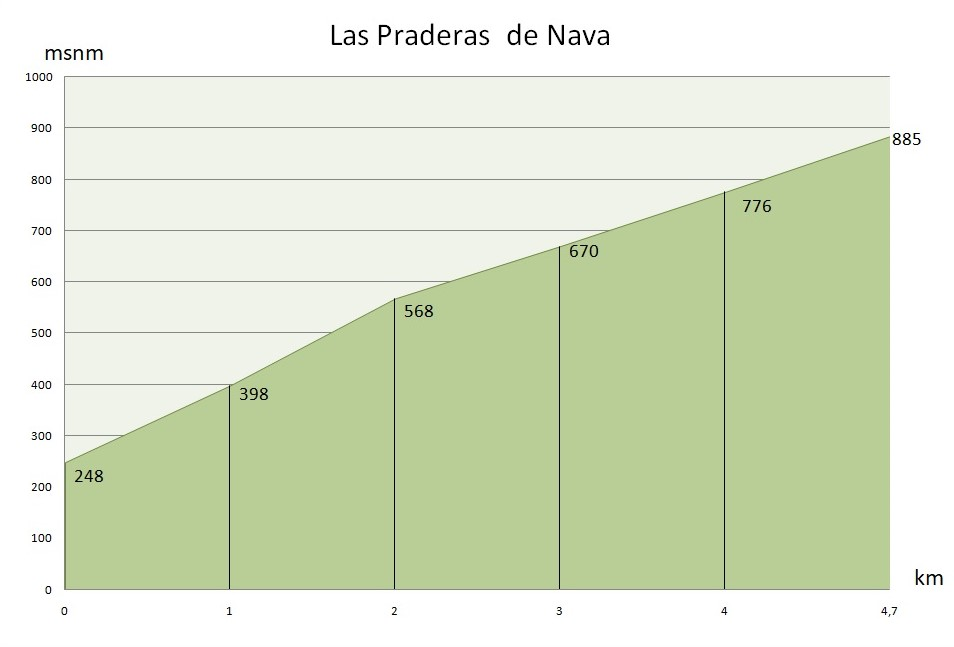
Altimetría de la ruta de ascenso hacia Las Praderas.

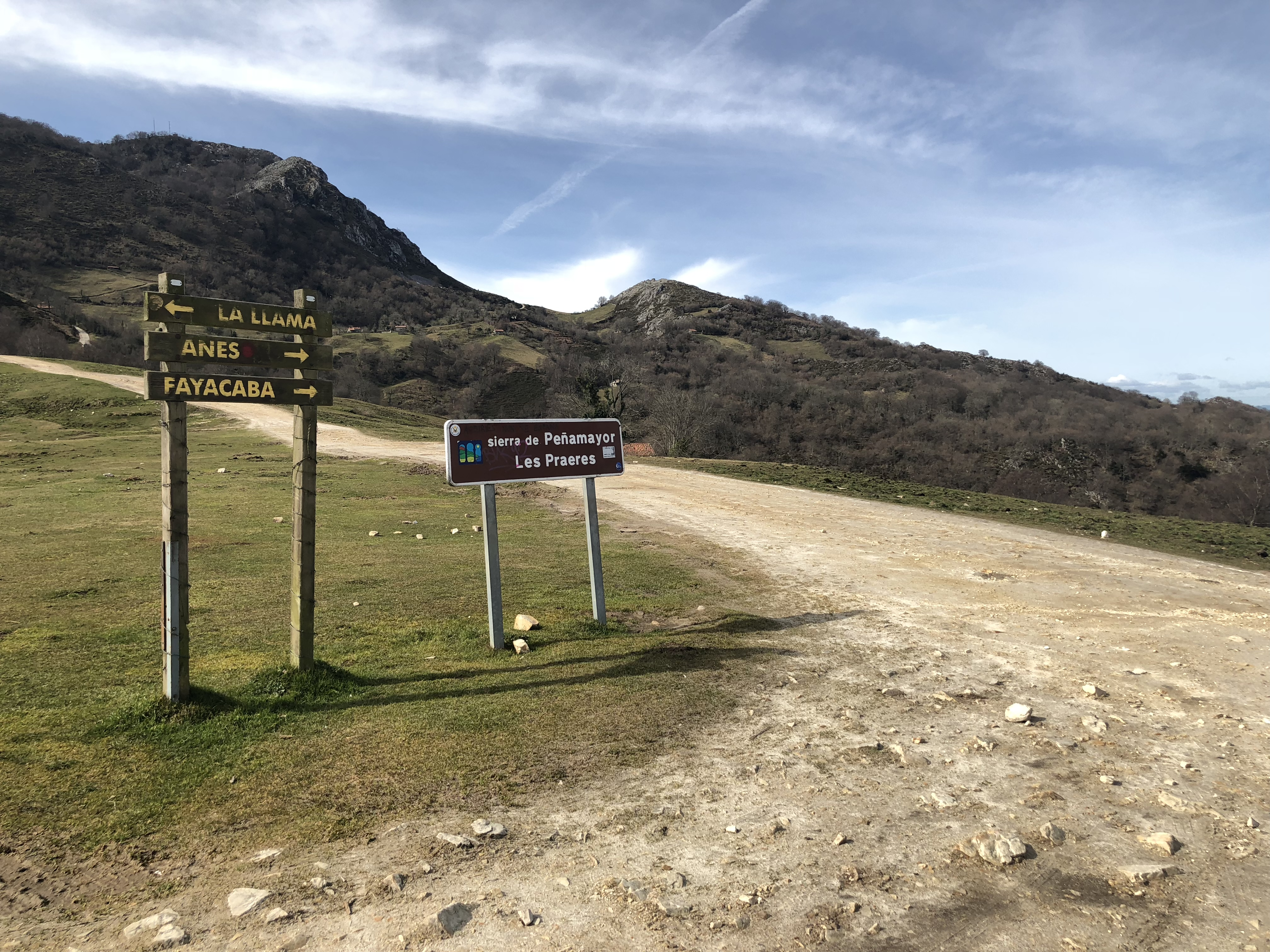
Panorámica de la explanada donde finaliza la carretera.

La carretera de Las Praderas da servicio a una antigua majada, utilizada por los pastores locales como refugio durante el pastoreo. El ascenso se inicia desde la carretera de Nava a Piloñeta, y salva un desnivel de 637 m en 4,7 kilómetros, con una pendiente media del 13,5%. La media de cada km es del 15%, 17%, 10%, 10,6% y 15% respectivamente. El tramo de mayor desnivel, en torno al 20%, se encuentra en la parte final de la ascensión. La carretera culmina en la campera de Peñamayor, una braña situada a 892 m s. n. m. Aunque se encuentra asfaltada, su escasa anchura y el mal estado en que se encontraban algunos tramos, hacían que la ascensión fuera aún más complicada. No obstante, entre julio y agosto de 2018, fue reasfaltada y ensanchada en algunos tramos
En la explanada final existe un restaurante que suele permanecer cerrado en época invernal.
En enero de 2018, la organización de la Vuelta ciclista a España confirmó que Las Praderas sería final de carrera en la 14.ª etapa de la Vuelta a España 2018, con salida en la localidad leonesa de Cistierna.

## Llegadas de la Vuelta a España
| Edición | Salida       | km  | Ganador        | Líder           |
| ------- | ------------ | --- | -------------- | --------------- |
| 2018    | Cistierna    | 167 | Simon Yates    | Simon Yates     |
| 2022    | Villaviciosa | 175 | Louis Meintjes | Remco Evenepoel |